# Hemeroblemma dolon
Hemeroblemma dolon là một loài bướm đêm trong họ Erebidae.